# Жоинвили
Жоинви́ли, иногда употребляется Жоинви́ль (порт. Joinville) — город и муниципалитет в Бразилии, входит в штат Санта-Катарина. Составная часть мезорегиона Север штата Санта-Катарина. Находится в составе крупной городской агломерации Северная и северо-восточная часть штата Санта-Катарина. Входит в экономико-статистический микрорегион Жоинвилли.
Население составляет 487 003 человека на 2007 год. Занимает площадь 1 130,878 км². Плотность населения — 430,64 чел./км².
Город основан 9 марта 1851 года.
Климат местности: субтропический. В соответствии с классификацией Кёппена, климат относится к категории Cfa.
В городе базируются футбольные клубы «Жоинвиль», «Америка», «Кашиас» и «Операрио».

## Экономика
Валовой внутренний продукт на 2005 составляет 9 149 044 257,00 реалов (данные: Бразильский институт географии и статистики). Валовой внутренний продукт на душу населения на 2005 составляет 18.784,80 реалов (данные: Бразильский институт географии и статистики).
Индекс развития человеческого потенциала на 2000 составляет 0,857 ▲ (данные: Программа развития ООН).
Город стоит на реке Кашуэйре, в которую сливает канализационные стоки. Вода в реке сильно загрязнена.

## Фотогалерея

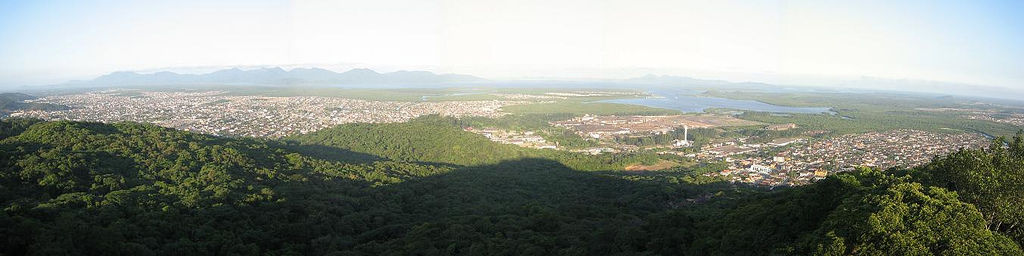
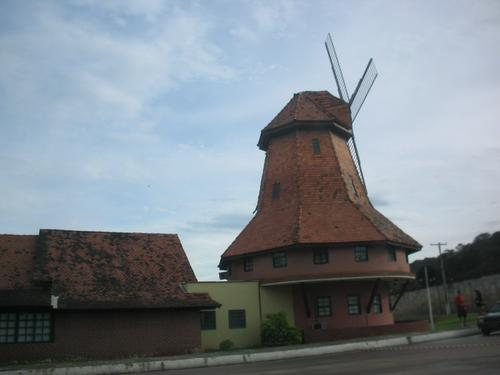

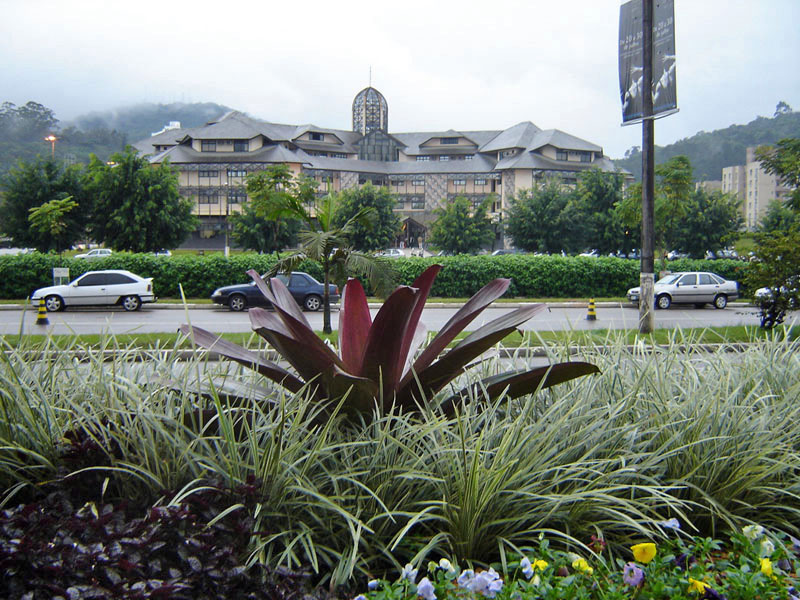
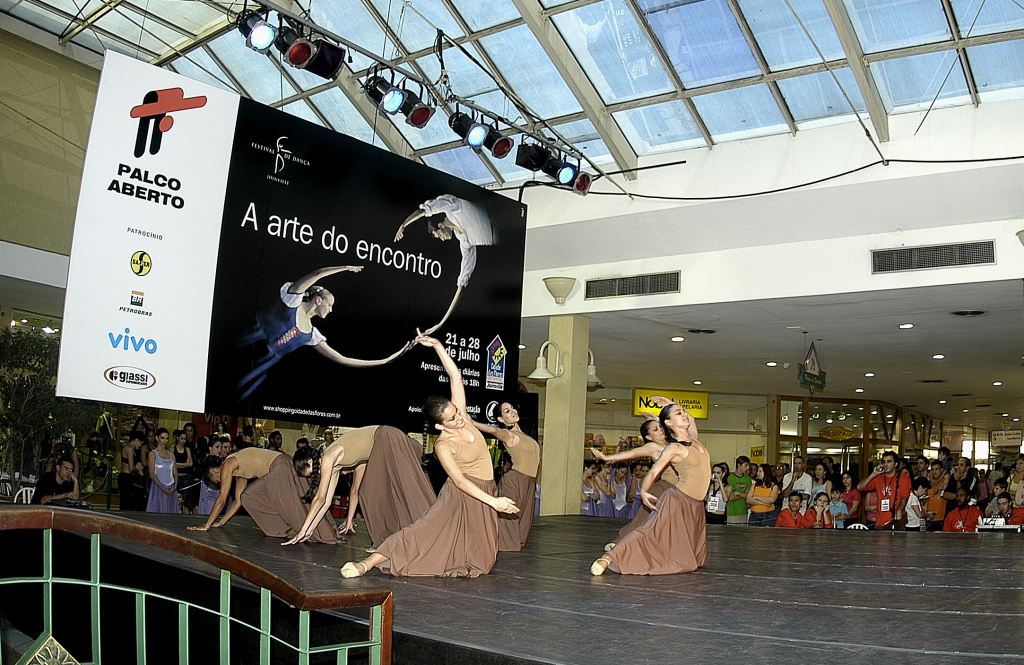
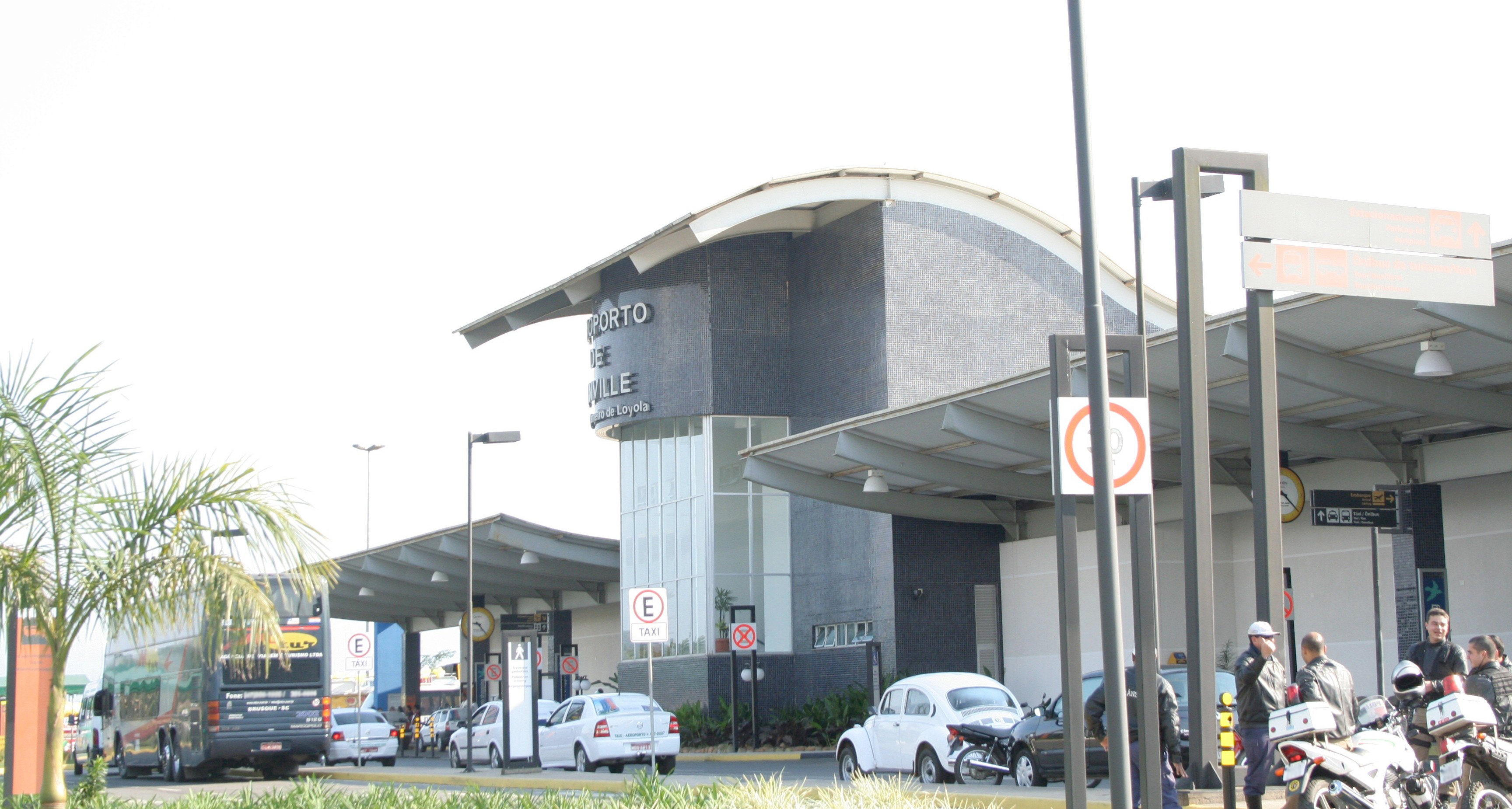

## Известные уроженцы
- Гужельмин, Маурисио (род. 1963) — бразильский автогонщик, пилот Формулы-1.
- Сплиттер, Тьяго (род. 1985) — бразильский баскетболист.

## Города-побратимы
- Спишска-Нова-Вес, Словакия
- Чесапик, США